# آلبرشت دوم
آلبرشت دوم(به آلمانی: Albrecht II)(زادهٔ اوت ۱۳۹۷- درگذشته ۲۷ اکتبر ۱۴۳۹) پادشاه رومن‌ها، مجارستان، بوهم، دوک لوکزامبورگ، آرشیدوک اتریش بود.

## زندگی
او که از دودمان هابسبورگ بود در وین زاده‌شد. در ۱۴۰۴ میلادی دوک‌نشین اتریش به وی ارث رسید. در ۱۴۲۲ او با الیزابت بوهمی-دختر و وارث زیگیزموند، امپراتور مقدس روم- پیمان زناشویی بست. نیای الیزابت کارل چهارم بود. این پیوند موجب پدید آمدن ادعای پادشاهی آلبرشت دوم بر بسیاری از سرزمین‌های اسلاونشین گردید.
در جریان جنگ‌های زیگیزموند با هوسی‌ها، آلبرشت پدر زن خود را همراهی نمود. پس از مرگ زیگیزموند، آلبرشت در ۱۴۳۸ تاج پادشاهی مجارستان را بر سر نهاد. شش ماه پادشاه بوهم شد و در مارس همان سال به پادشاهی آلمان برگزیده‌شد. اندکی پس از آن مجارستان مورد تازش امپراتوری عثمانی قرار گرفت، ولی آلبرشت در ۱۴۳۹ درگذشت و در سکش‌فهروار به خاک سپرده شد.